# Боргомале
Боргомале (итал. Borgomale) — коммуна в Италии, располагается в регионе Пьемонт, в провинции Кунео.
Население составляет 401 человек (2008 г.), плотность населения составляет 50 чел./км². Занимает площадь 8 км². Почтовый индекс — 12050. Телефонный код — 0173.
Покровительницей коммуны почитается Пресвятая Богородица (Madonna del Carmine), празднование 14 августа.

## Демография
Динамика населения:

## Администрация коммуны
- Официальный сайт: http://www.comune.borgomale.cn.it/